# Megastylus multicolor
Megastylus multicolor là một loài tò vò trong họ Ichneumonidae.